# William Cox (Gouverneur)
William John Ellis Cox (* 1. April 1936 in Hobart, Tasmanien), offiziell: „His Excellency the Honourable William John Ellis Cox“, ist ein australischer Jurist und Richter. Er war von 2004 bis 2008 Gouverneur von Tasmanien.

## Leben
Cox besuchte das Xavier College in Melbourne und studierte danach auf der University of Tasmania in Hobart. Er wurde im Jahre 1960 als Rechtsanwalt zugelassen, erhielt 1976 das Magistrat und wurde 1978 Queen’s Counsel (Kronanwalt). 1982 wurde Cox Mitglied des Federal Court of Australia, von 1995 bis 2004 war er dessen Präsident.
Cox wurde am 7. Juni 1999 von Königin Elisabeth II. für seinen außerordentlichen Einsatz zum Companion of the Order of Australia (AC) ernannt. Bereits vorher wurde er mit der Reserve Force Decoration (RFD) und der Army's Efficiency Decoration (ED), insbesondere für seinen Einsatz in Vietnam, ausgezeichnet.
Im August 2004 wurde er zunächst geschäftsführender Gouverneur von Tasmanien als Nachfolger von Richard Butler; im Dezember 2004 wurde er auf Vorschlag des tasmanischen Premierministers Paul Lennon von Königin Elisabeth II. zum Gouverneur von Tasmanien ernannt. Seit dem 2. April 2008 ist der Gouverneur Peter Underwood.
Mit seiner Frau Jocelyn hat er drei Kinder.